# Armstrong Oko-Flex
Armstrong Inya Echezolachuku Oko-Flex (Dublino, 2 marzo 2002) è un calciatore irlandese, attaccante dello Zurigo.

## Biografia
Ha origini nigeriane.

## Carriera

### Club
Oko-Flex ha iniziato a giocare con Tolka Rovers e St. Kevin's Boys per poi entrare a far parte del settore giovanile dell'Arsenal nel 2013. Cinque anni più tardi ha lasciato i Gunners ed è passato al Celtic, con cui ha debuttato nel calcio professionistico l'11 gennaio 2021 contro l'Hibernian in Scottish Premiership 2020-2021.
Il 25 giugno 2021 è stato ceduto a titolo definitivo ai londinesi del West Ham Utd, club della prima divisione inglese, che in un primo momento lo ha assegnato alla formazione Under-23. Il 25 agosto 2022 ha debuttato con la prima squadra degli Hammers in occasione dei preliminari di Conference League contro i danesi del Viborg e cinque giorni più tardi è passato in prestito ai gallesi dello Swansea City, militanti nella seconda divisione inglese, salvo venire richiamato nella sessione invernale del calciomercato dopo 13 presenze senza reti.
Rimasto svincolato al termine della stagione 2022-2023, il 14 agosto 2023 ha firmato un contratto di due anni con lo Zurigo, club della prima divisione svizzera. Il 17 settembre seguente ha segnato il suo primo gol in partite ufficiali con questo club nel successo per 3-0 contro il Tuggen in Coppa Svizzera 2023-2024.

### Nazionale
Ha giocato con la nazionale inglese Under-16 e con le nazionali giovanili irlandesi Under-16, Under-19 e Under-21.

## Statistiche

### Presenze e reti nei club
Statistiche aggiornate al 6 ottobre 2024
| Stagione        | Squadra         | Campionato      | Campionato | Campionato | Coppe nazionali | Coppe nazionali | Coppe nazionali | Coppe continentali | Coppe continentali | Coppe continentali | Altre coppe | Altre coppe | Altre coppe | Totale | Totale | Totale |
| Stagione        | Squadra         | Comp            | Pres       | Reti       | Comp            | Pres            | Reti            | Comp               | Pres               | Reti               | Comp        | Pres        | Reti        | Pres   | Reti   |        |
| --------------- | --------------- | --------------- | ---------- | ---------- | --------------- | --------------- | --------------- | ------------------ | ------------------ | ------------------ | ----------- | ----------- | ----------- | ------ | ------ | ------ |
| 2020-2021       | Celtic          | SP              | 2          | 0          | CS+CdL          | 0               | 0               | -                  | -                  | -                  | -           | -           | -           | 2      | 0      |        |
| 2021-2022       | West Ham Utd    | PL              | 0          | 0          | FACup+CdL       | 0               | 0               | -                  | -                  | -                  | -           | -           | -           | 0      | 0      |        |
| ago. 2022       | West Ham Utd    | PL              | 0          | 0          | FACup+CdL       | 1               | 0               | UECL               | 0                  | 0                  | -           | -           | -           | 1      | 0      |        |
| 2022-gen. 2023  | Swansea City    | FLC             | 13         | 0          | FACup+CdL       | 0               | 0               | -                  | -                  | -                  | -           | -           | -           | 13     | 0      |        |
| 2023-2024       | Zurigo          | SL              | 17         | 2          | CS              | 3               | 1               | -                  | -                  | -                  | -           | -           | -           | 20     | 3      |        |
| 2024-2025       | Zurigo          | SL              | 6          | 0          | CS              | 1               | 0               | UCL                | 4                  | 0                  | -           | -           | -           | 11     | 0      |        |
| Totale carriera | Totale carriera | Totale carriera | 38         | 2          |                 | 4               | 1               |                    | 5                  | 0                  |             | -           | -           | 47     | 3      |        |